# Saudação romana

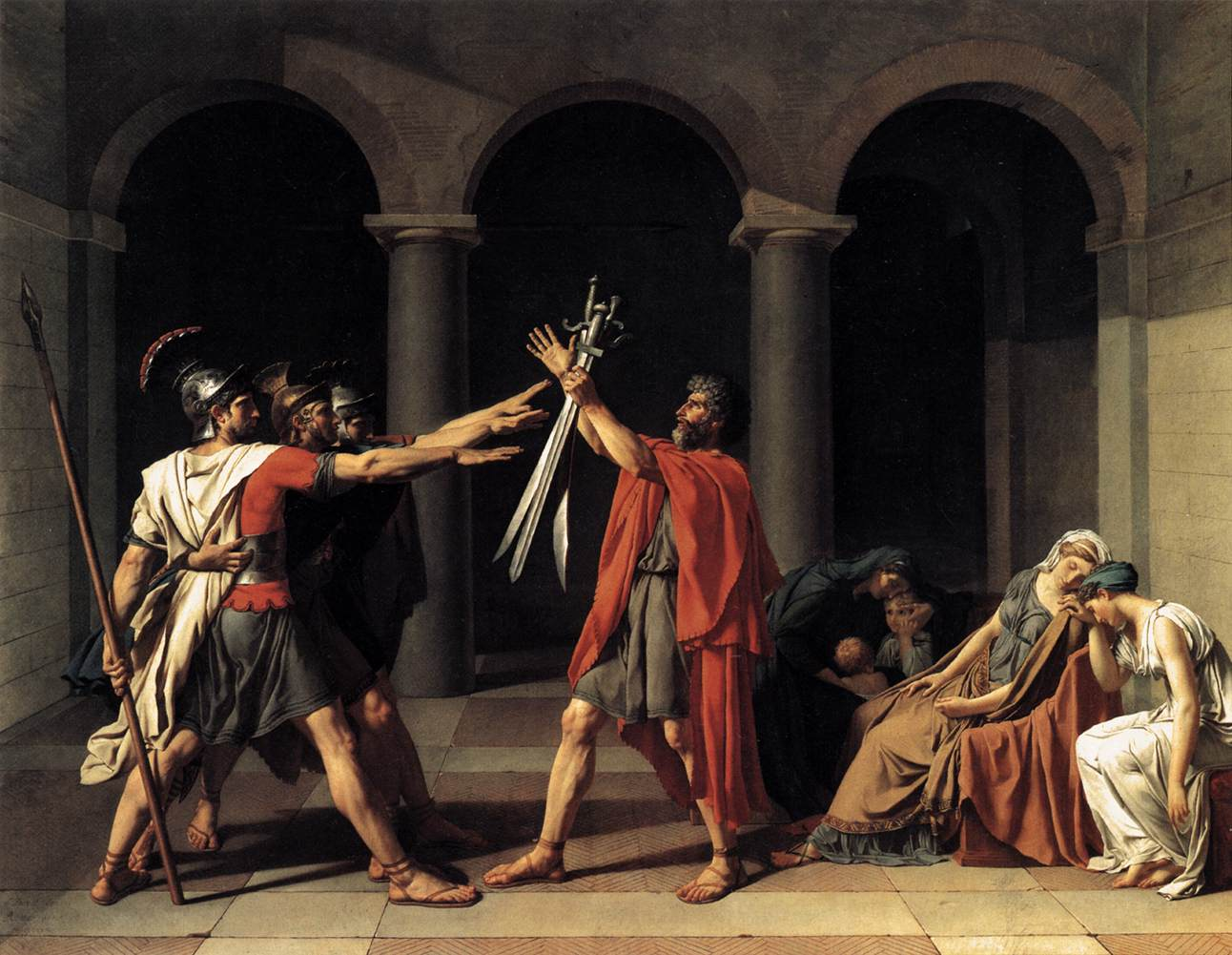
O Juramento dos Horácios (1784), por Jacques-Louis David, no Museu do Louvre.

A saudação romana é uma saudação em que o braço é levantado para a frente, com a palma da mão para baixo. O braço pode ficar paralelo ao chão ou não — por vezes com o braço mais ou menos erguido. Apesar do nome do gesto, desconhece-se se os romanos o usavam como cortesia militar; a interpretação atual como uma "saudação" parece ter surgido recentemente.

## História

### Imagens posteriores

O juramento da corte, por Jacques-Louis David.

Supõe-se que a saudação tenha surgido na República Romana. Não se sabe se saudações como uma cortesia militar existiam na cultura romana. Entretanto, existem imagens que mostram gestos similares existentes na era imperial. Estes descrevem os líderes romanos que comandam suas tropas (cenas do "adlocutio") geralmente com seu braço levantado em um gesto retórico. Em algumas imagens, tropas são descritas também com os braços levantados, sugerindo possivelmente a aclamação do líder. Diversas cenas aparecem na Coluna de Trajano.
A associação do gesto com a cultura republicana romana parece ter emergido no século XVIII na França com movimentos revolucionários antimonárquicos. Diversas pinturas no estilo neoclássico descrevem os heróis romanos que adotam variações do gesto. A mais famosa e influente destas pinturas é O Juramento dos Horácios (1784) de Jacques-Louis David, que ilustra uma garantia da lealdade à república romana. Na pintura  O Juramento da corte de tênis (1792) os participantes levantam seus braços em juramento para criar uma constituição nova. Depois que o governo republicano foi substituído pelo regime imperial de Napoleão Bonaparte, David usou o gesto nas imagens de Napoleão recebendo a aclamação e a lealdade de seus soldados.
Como o fundador da escola académica francesa de arte, David foi imitado por muitos pintores durante o século XIX, que descreveram regularmente o gesto nas cenas da história imperial romana.

## Gestos de saudação da Roma Antiga
O gesto moderno consiste em estender rigidamente o braço direito frontalmente e levantá-lo cerca de 135 graus em relação ao eixo vertical do corpo, com a palma da mão virada para baixo e os dedos esticados e a tocarem-se. Segundo uma lenda pseudo-histórica, esta saudação baseava-se num antigo costume romano. No entanto, esta descrição não se encontra na literatura romana e nunca é mencionada pelos antigos historiadores romanos. Nenhuma obra de arte romana exibe uma saudação deste tipo. O gesto do braço ou da mão direita levantada na cultura romana e noutras culturas antigas que existe na literatura e na arte sobreviventes tinha geralmente uma função significativamente diferente e nunca é idêntico à saudação moderna com o braço esticado.
A mão direita (Lat. dextera, dextra; gr. δεξιά – dexia) era comummente utilizada na Antiguidade em gestos simbólicos de uma promessa de confiança, amizade ou lealdade. A exemplo, Cícero relata que Octávio fez um juramento a Júlio César enquanto estendia a mão direita: "Pois, apesar de este miúdo ter educadamente repreendido o António, mais tarde na presença de outros, ainda assim precisamos de aguardar pelo resultado. Mas que discurso! Fez o seu juramento com as palavras: "para que eu possa alcançar as honras do meu pai" e ao mesmo tempo aponta a mão direita em direção à estátua. Eu serei salvo, ó Deus!"
As esculturas que comemoram vitórias militares, como as do Arco de Tito, do Arco de Constantino ou da Coluna de Trajano são os exemplos mais conhecidos de braços erguidos na arte desse período. No entanto, estes monumentos não exibem uma única representação da saudação romana. As imagens que aparentam estar mais próximas de uma saudação com o braço levantado são as cenas em esculturas e moedas romanas que mostram um adlocutio, acclamatio, adventus ou profectio. Estas são ocasiões em que um oficial de alto escalão, como um general ou o imperador, se dirige a indivíduos ou a um grupo, geralmente soldados. Ao contrário do costume moderno, em que tanto o líder como as pessoas a quem se dirige levantam os braços, a maioria destas cenas mostra apenas o alto funcionário a levantar a mão. Ocasionalmente é um sinal de saudação ou benevolência, mas é geralmente utilizado como uma indicação de poder. Existe, contudo, outra representação, a salutatio de um diogmites, um polícia militar, que levanta o braço direito para cumprimentar o seu comandante durante o seu adventus num relevo de Éfeso do século II.

## De juramento à saudação

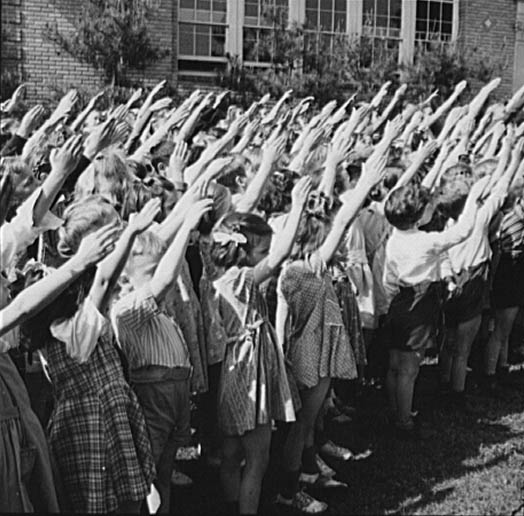
Um grupo escolar fazendo a saudação de Bellamy, maio de 1942.

Estas imagens posteriores do gesto não são realmente saudações, mas sim juramentos. Era com esta função que a saudação de Bellamy foi adotada nos Estados Unidos em 1892 como parte da garantia de fidelidade. No início, os participantes dobravam seu braço direito, com à mão de encontro à testa, como em uma saudação convencional das forças armadas. O braço deve então "ser estendido graciosamente, com a palma para cima, para a bandeira." Gestos similares foram adotados em outras partes no final do século XIX entre vários movimentos maciços. Atualmente nos Estados Unidos, nos juramentos legais e nos juramentos governamentais, o braço é dobrado no cotovelo, com palma para frente, carregando uma semelhança com a saudação romana.

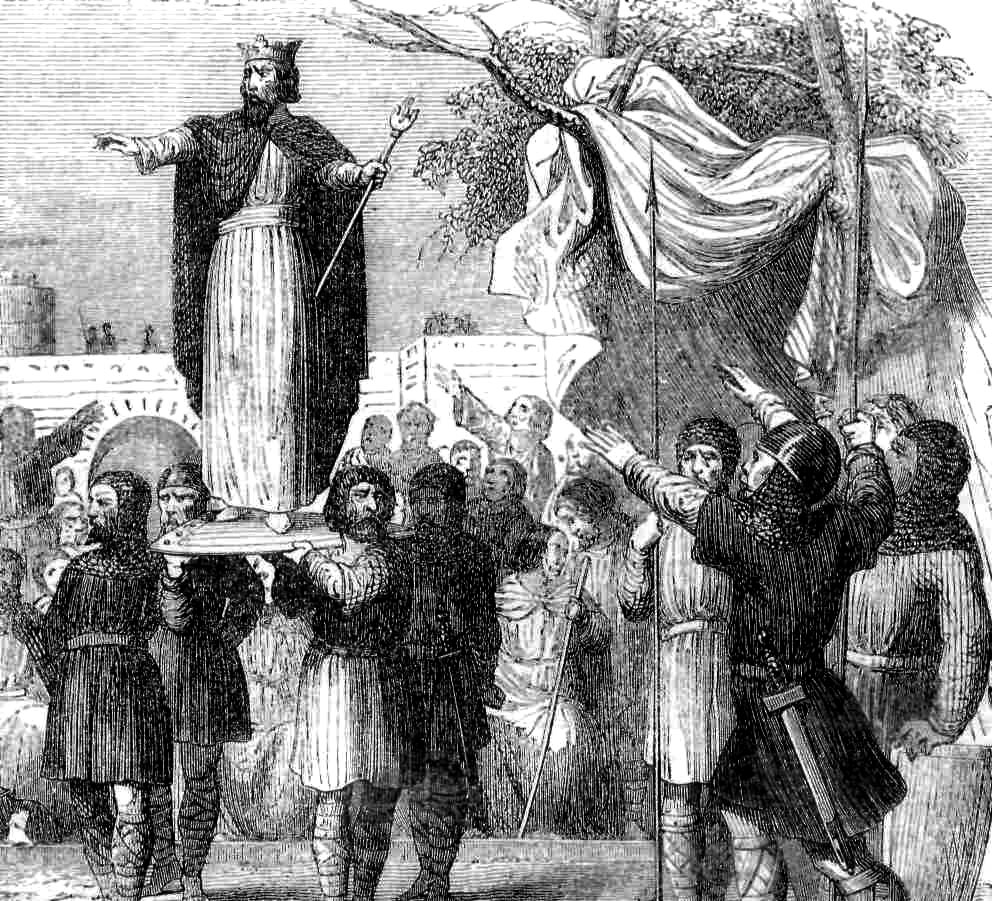
Um retrato do expositor (1852) que retrata uma reconstrução da cerimónia de posse de um rei alemão.

Quando o gesto do juramento se transformou em uma saudação quase-militar, embora aparece neste papel em algumas pinturas de sendo a mais famosa o ave Caesar morituri te salutant (salve César, que estão a ponto de morrer saudando você) de Jean-Léon Gérôme de 1859. Ao mesmo tempo a pesquisa por Agostinho Thierry nos rituais germânicos conduziu à reivindicação que tais gestos estivessem associados com os povos arianos antigos. A ideologia nórdica, que foi abraçada mais tarde pelos nazistas, reivindicou que as bases principais das culturas gregas e romanas tinham se originado dos povos germânicos, que tinham migrado para o sul. Por consequência discutiu-se que o gesto era nórdico originalmente, expressando na aclamação de um líder.
Para o fim do século XIX, o gesto foi reconhecido como um símbolo da aclamação comunal, uma versão sua foi adotada como a saudação olímpica, com os braços levantados para o lado do corpo, como no Juramento dos Horácios. O gesto foi retratado também como uma saudação em uma série de filmes sobre a Roma antiga, tal como Ben Hur (1907), Nerone (1908), Spartaco (1914) e Cabiria (1914).

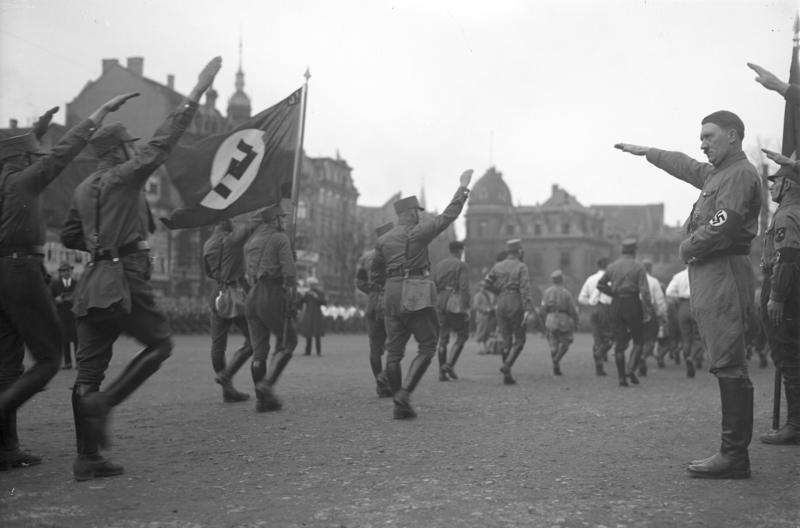
Adolf Hitler e outros nazis fazendo sua saudação em desfile das SA em 1932.

Mais tarde a saudação foi adotada pelo Partido Nacional Fascista italiano para simbolizar sua reivindicação de que o novo Reino de Itália seria o herdeiro do Império Romano. Na versão italiana o braço foi levantado completamente acima do ombro com a palma dobrada para fora, de maneira mais semelhante a saudação romana original. Também havia fascistas que adotaram a saudação alemã à Hitler.
Por causa da similaridade entre a saudação de Bellamy e a saudação dos nazi-fascistas, o presidente Franklin D. Roosevelt instituiu o gesto da mão sobre o coração como a saudação de civis para a garantia da fidelidade ao hino nacional nos Estados Unidos, em vez da saudação de Bellamy. Isto foi feito quando o congresso adotou oficialmente o código da bandeira em 22 junho 1942.
Havia uma saudação similar em determinadas organizações de juventude católicas nos Países Baixos, em Portugal, na Bélgica, no Reino Unido e na Alemanha, por exemplo a saudação dos membros do movimento do Grail. Sua utilização acabou em meados dos anos 1930, porque era muito semelhante à saudação da Itália Fascista e da Alemanha Nazista. Alguns críticos dessas organizações acusavam padres e bispos que apareciam em fotografias fazendo a saudação romana de serem nazistas.

## Uso no pós-guerra
A associação com nazismo e o fascismo foi tão forte que o uso da saudação é rara desde o fim da Segunda Guerra Mundial, tendo sido inclusivamente proibida na Alemanha, exceto com um caráter didático. Porém existem diversas exceções: no México e na República da China (Taiwan), a saudação é ainda usada em juramentos e inaugurações.
Em Portugal a saudação ainda hoje é usada pelos militares ao prestarem o seu juramento à bandeira nacional, quando terminam com êxito a primeira fase da instrução militar. Formados em frente ao mais alto símbolo da soberania nacional, os militares em sentido e sintonia, levantam o braço direito apontados à bandeira, podendo ou não estar com o braço paralelo ao chão, e fazem o seu juramento.
A força paramilitar Hezbollah frequentemente utiliza o gesto durante suas paradas militares e cerimônias de graduação ou comemoração.
Em 2005, o jogador de futebol italiano Paolo Di Canio usou o gesto em várias ocasiões, expressando sua admiração por Benito Mussolini.
A saudação continuou a ser retratada como uma característica real da cultura romana antiga em alguns dramas históricos sobre Roma, tal como em 1951 o filme Quo Vadis, e o filme Spartacus de 1960 e Gladiador de 2000. Foi usada em 2005 na série de televisão sobre o Império Romano, Rome, da HBO.

## Usos na ficção
A saudação aparece em dramas da ficção científica, sugerindo geralmente características romanas fascistas ou imperiais em culturas imaginárias. Como no jogo de vídeo-game, Mega Man X4, onde uma organização militar imaginária, conhecida como Repliforce, pode ser vista fazendo a saudação romana.
Na animação japonesa Excel Saga, as heroínas principais são vistas frequentemente cumprimentando seus superiores com uma saudação romana, seguida de "Heil".